# 大坡圳
大坡圳為一座位於臺灣臺東縣池上鄉的小型灌溉水圳系統，該水圳引水自池上鄉大坡溪，為台東縣境內少數引水自秀姑巒溪水系的灌溉圳道。大坡圳目前由台東農田水利會池上工作站進行管理與維護。

## 沿革

### 建設
大坡圳最早興建於臺灣日治時期1906年（明治39年），由當時的日本台灣總督府組織當地民眾開鑿建設。
圳道工程由官方徵召的當地阿美族人頭目林木榮與助手蔡義成帶領在地男丁建造，在大坡圳工程接近完工前，再由當地平埔族參與協助收尾工作。

### 管理
大坡圳完工通水後，交由當時的「新開園圳公共埤圳組合」進行管理。
1925年（大正14年）「新開園圳公共埤圳組合」改組為「新開園水利組合」繼續管轄大坡圳在內的池上鄉灌溉圳道，1928年再改稱「池上水利組合」。
後於1930年（昭和15年），因「池上水利組合」與「里壠水利組合」合併為「關山水利組合」，因此大坡圳再轉交由關山水利組合管理。
第二次世界大戰戰後日本殖民政府離台，大坡圳等池上鄉圳道管理權歸關山農田水利會管理。
1956年（民國45年），關山農田水利會併入台東農田水利會，大坡圳歸由台東農田水利會池上工作站管轄。

## 設施

### 攔河堰
大坡圳在大坡溪中游河床上設置有混凝土攔河堰一座，總長30公尺。該攔河堰是與大坡溪對岸的大坡溪背圳共用

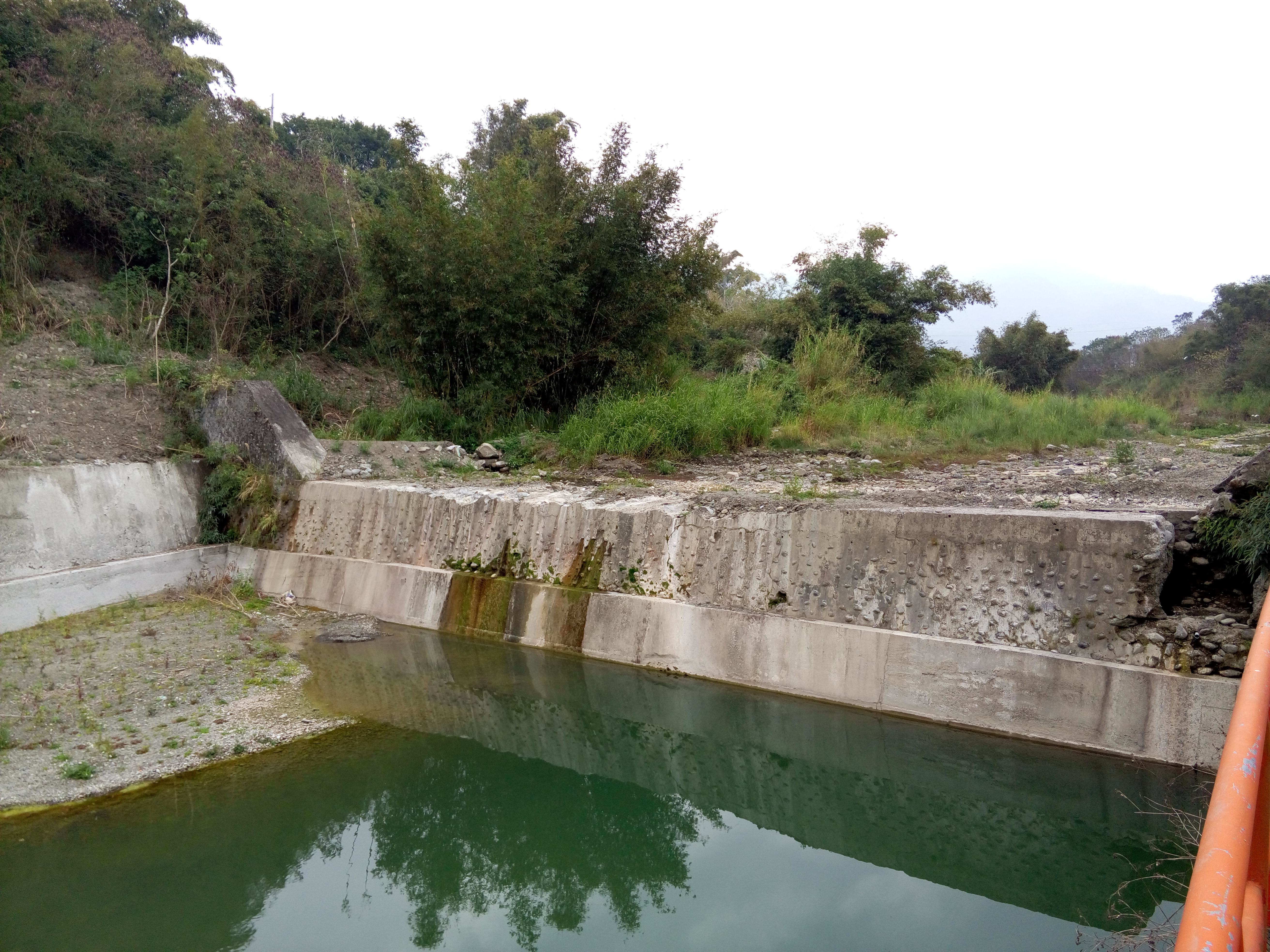
大坡圳進水口攔河堰
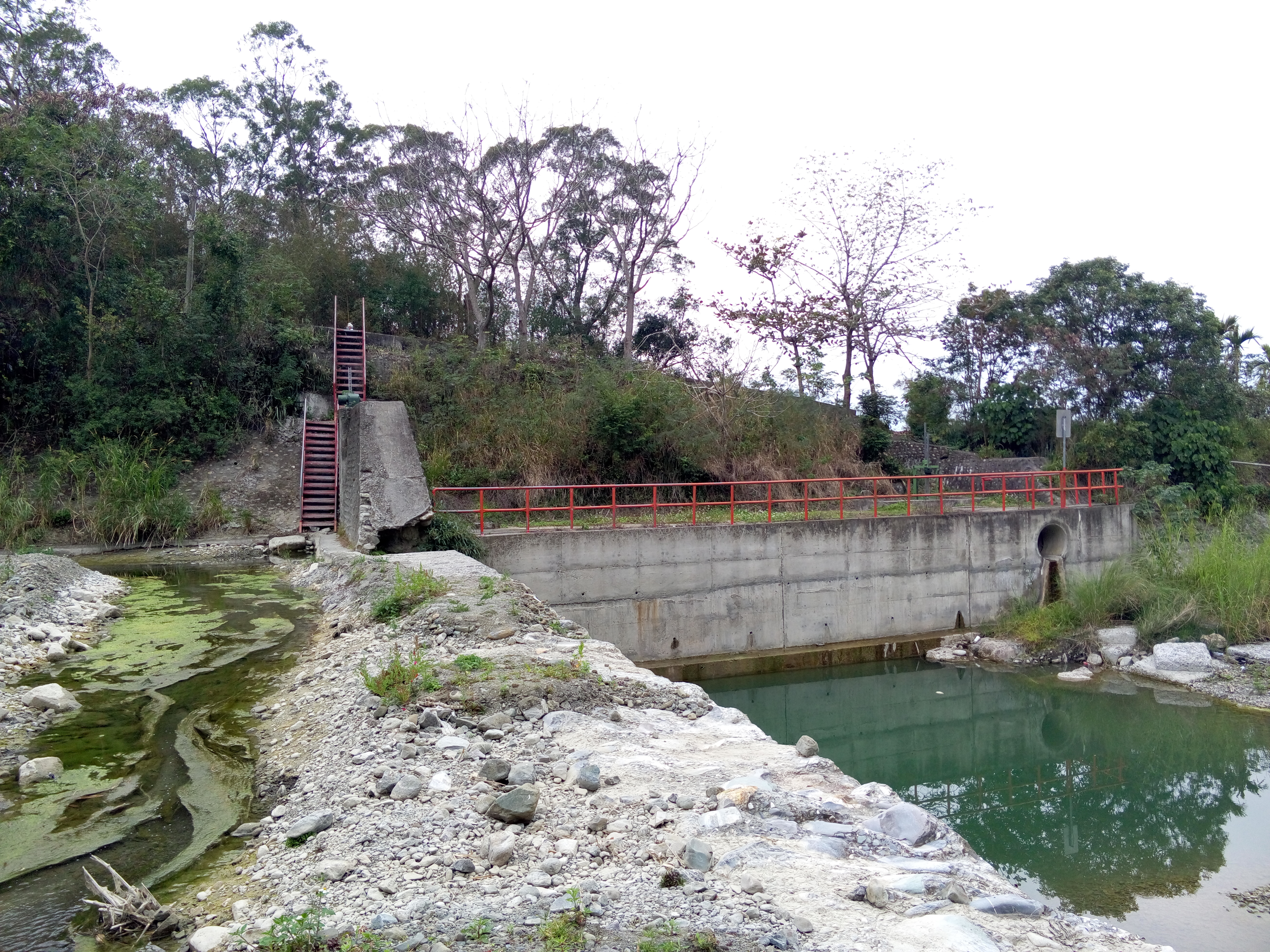
大坡圳進水口攔河堰

### 進水口
大坡圳進水口設置於大坡溪左岸，並設有一座混凝土製進水閘門，進水口孔徑總進水量0.12 C.M.S.。

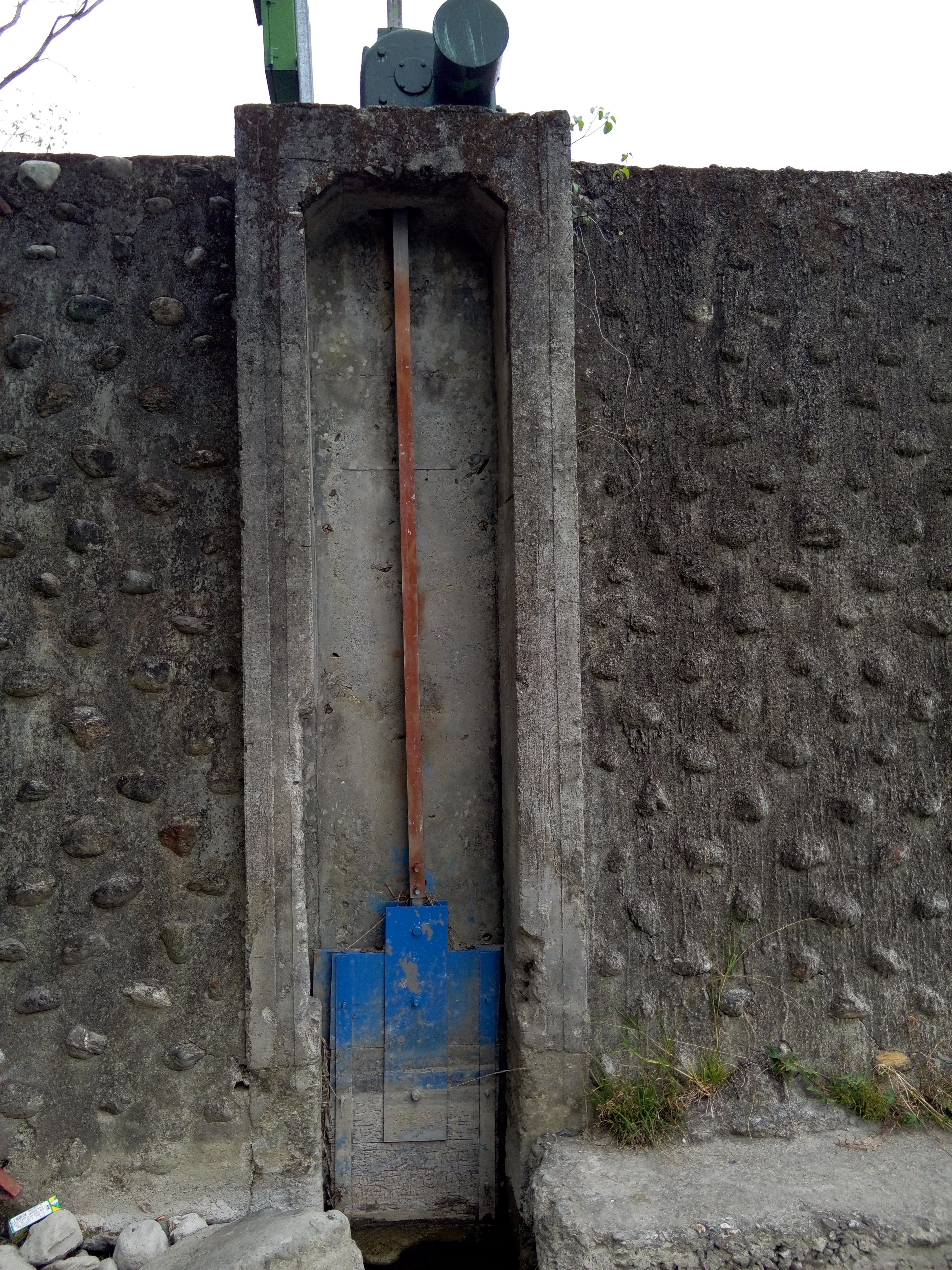
大坡圳進水口閘門

### 導水設施
大坡圳共有主幹線一條以及支線三條，長度分別為主幹線長103.19公尺，第一支線長694.98公尺，第二支線長655.63公尺，第三支線長601.89公尺長，總灌溉面積10.17公頃。

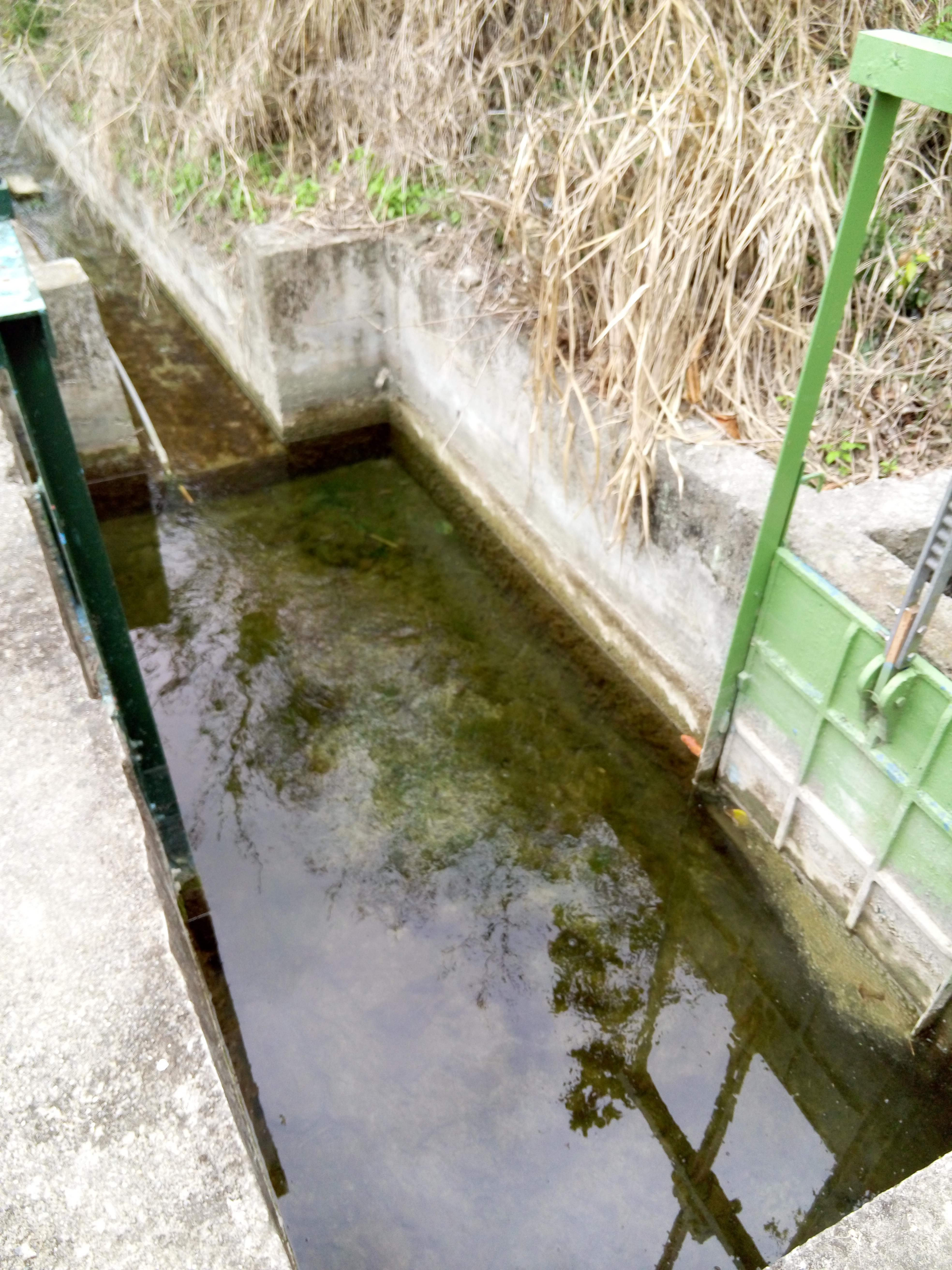
大坡圳分水工

## 周遭景點
- 大坡池
- 伯朗大道
- 大坡國小
- 池上斷層

## 資料來源
1. 1 2  .   [2015-02-13]. （原始内容存档于2013-12-17）.
2. 1 2 3 4 5 6 7  .   [2015-02-13]. （原始内容存档于2015-02-13）.
3. 1 2  .   [2015-02-13]. （原始内容存档于2015-02-13）.